# Estepa (kommunhuvudort)
Estepa är en kommunhuvudort i Spanien.   Den ligger i provinsen Provincia de Sevilla och regionen Andalusien, i den södra delen av landet, 400 km söder om huvudstaden Madrid. Estepa ligger 523 meter över havet och antalet invånare är 12 632.
Terrängen runt Estepa är kuperad söderut, men norrut är den platt. Estepa ligger uppe på en höjd. Runt Estepa är det ganska tätbefolkat, med 70 invånare per kvadratkilometer. Närmaste större samhälle är Puente Genil, 14,6 km nordost om Estepa. Trakten runt Estepa består till största delen av jordbruksmark.